# Джефферсонвілл (Огайо)
Джефферсонвілл (англ. Jeffersonville) — селище (англ. village) в США, в окрузі Файєтт штату Огайо. Населення — 1258 осіб (2020).

## Географія
Джефферсонвілл розташований за координатами 39°39′8″ пн. ш. 83°33′24″ зх. д. / 39.65222° пн. ш. 83.55667° зх. д. (39.652131, -83.556790).  За даними Бюро перепису населення США в 2010 році селище мало площу 4,49 км², з яких 4,40 км² — суходіл та 0,09 км² — водойми.

## Демографія
Згідно з переписом 2010 року, у селищі мешкали 1203 особи в 502 домогосподарствах у складі 322 родин. Густота населення становила 268 осіб/км².  Було 574 помешкання (128/км²).
Расовий склад населення:
| - 92,3 % — білих - 4,2 % — чорних або афроамериканців - 0,2 % — корінних американців - 0,2 % — азіатів |

До двох чи більше рас належало 2,8 %. Частка іспаномовних становила 1,9 % від усіх жителів.
За віковим діапазоном населення розподілялося таким чином: 27,8 % — особи молодші 18 років, 60,0 % — особи у віці 18—64 років, 12,2 % — особи у віці 65 років та старші. Медіана віку мешканця становила 33,9 року. На 100 осіб жіночої статі у селищі припадало 95,0 чоловіків;  на 100 жінок у віці від 18 років та старших — 88,1 чоловіків також старших 18 років.
Середній дохід на одне домашнє господарство  становив 39 613 долари США (медіана — 29 441), а середній дохід на одну сім'ю — 44 082 долари (медіана — 33 375). Медіана доходів становила 34 750 доларів для чоловіків та 27 150 доларів для жінок. За межею бідності перебувало 27,0 % осіб, у тому числі 41,6 % дітей у віці до 18 років та 13,2 % осіб у віці 65 років та старших.
Цивільне працевлаштоване населення становило 466 осіб. Основні галузі зайнятості: виробництво — 22,7 %, роздрібна торгівля — 19,3 %, освіта, охорона здоров'я та соціальна допомога — 12,9 %, публічна адміністрація — 9,4 %.